# Kéthévane Davrichewy
Kéthévane Davrichewy (* 5. April 1965 in Paris) ist eine französische Schriftstellerin. Sie verfasst Bücher für Kinder und Jugendliche, Romane sowie Drehbücher.

## Leben und Wirken
Kéthévane Davrichewy ist die Tochter des Architekten Georges Davrichewy Davrichachvili und dessen Ehefrau Annick geb. Homériki. Der Großvater Joseph Davrichachvili (1882–1975) wanderte nach 1905 von Gori in Georgien nach Paris aus. Ihre Schwester Nathéla Davrichewy ist eine Schauspielerin und Sängerin, der Jazztrompeter Irakli de Davrichewy ist ihr Onkel. Kéthévane Davrichewy studierte Literaturwissenschaften in Paris und danach Film- und Theaterwissenschaft in New York. Anschließend arbeitete sie als Journalistin für Zeitschriften und Magazine und zuletzt bis 2010 als Chefredakteurin einer Kinderzeitschrift bei Flurus presse.
Im Jahr 1996 erschien das erste Buch für Kinder und Jugendliche Natsarkékia, Geschichten aus Georgien (Contes géorgiens. Natsarkékia) mit Sagen und Erzählungen aus Georgien. Den ersten Roman Alles wird gut (Tout ira bien) verfasste sie im Jahr 2004 in Paris. Die Romane La Mer noire und Les Séparées sind mehrmals mit Buchpreisen ausgezeichnet worden.
In der Biografie Der andere Joseph (L’autre Joseph), die im Jahr 2016 in Paris erschien, beschrieb sie das Leben ihres Großvaters und dessen Halbbruders Josef Stalin.
Ihre Bücher sind in die deutsche, georgische, italienische, niederländische und schwedische Sprache übersetzt worden.

## Publikationen

### Auswahl von Kinder- und Jugendbüchern
- Natsarkékia, celui qui fouille la cendre et autres contes géorgiens, L’École des loisirs, Paris 1996, ISBN 978-2-211-04099-0
- Je suis fâché, L’École des loisirs, Paris 1997, ISBN 978-2-211-04556-8
- Un Papa en exil, L’École des loisirs, Paris 1997, ISBN 978-2-211-04389-2
- La Glace au chocolat. L’École des loisirs, Paris 1998, ISBN 978-2-211-04816-3
  - dt. Übersetzung von Ilse Strasmann: Schokoladeneis. Fischer-Taschenbuch-Verlag, Frankfurt am Main 1999, ISBN 3-596-80304-7
- Par amour. L’École des loisirs, Paris 2000, ISBN 978-2-211-05651-9
  - dt. Übersetzung von Anne Braun: Eine Liebe in New York. Fischer-Taschenbuch-Verlag, Frankfurt am Main  2002, ISBN 3-596-80373-X
- La Lucarne, L’École des loisirs, Paris 2005, ISBN 978-2-211-06153-7
- Viens, L’École des loisirs, Paris 2006, ISBN 978-2-211-08321-8
- Juke-box, L’École des loisirs, Paris 2007, ISBN 978-2-211-08615-8
- Les Pieds dans le plat, L’École des loisirs, Paris 2008, ISBN 978-2-211-09179-4

### Romane
- Tout ira bien, Arléa, Paris 2004, ISBN 978-2-86959-670-2
- La Mer noire, Sabine Wespieser éditeur, Paris 2010, ISBN 978-2-84805-078-2
  - dt. Übersetzung von Claudia Kalscheuer: Am Schwarzen Meer. S. Fischer, Frankfurt am Main 2011, ISBN 978-3-10-014510-9
- Les Séparées, Sabine Wespieser éditeur, Paris 2012, ISBN 978-2-84805-106-2
- Quatre murs, Sabine Wespieser éditeur, Paris 2014, ISBN 978-2-84805-159-8
- L’autre Joseph, Sabine Wespieser éditeur, Paris 2016, ISBN 978-2-84805-200-7
- Barbara. Notre plus belle histoire d’amour. Éditions Tallandier, Paris 2017, ISBN 979-10-210-2149-5

## Filmografie
- 2004: Drehbuch: K.ça, Kurzfilm

- 2009: Drehbuch: El gaucho, Kinofilm

- 2009: Spiel: Das schöne Mädchen, Filmdrama

- 2012 und 2016: La Grande Librairie, TV-Sendung
- 2018: Drehbuch: Rien ne vaut la douceur du foyer, Kinofilm

## Auszeichnungen
- 2010: Prix Landerneau für La Mer noire[5]
- 2010: Prix du roman Version Femina - Virgin Megastore für La Mer noire[6]
- 2011: Prix « Le Prince-Maurice » du roman d’amour für La Mer noire[7]
- 2012: Grand prix RTL-Lire für Les Séparées[8]
- 2012: Prix France Culture-Télérama für Les Séparées[9]
- 2012: Prix des Lecteurs de  L’Express für Les Séparées[10]
- 2016: Nominierung für Grand prix RTL-Lire mit L’autre Joseph[11]
- 2017: Prix des Deux Magots für L’autre Joseph[12]